# Marea Ducesă Anna Leopoldovna a Rusiei
Anna Leopoldovna a Rusiei (rusă А́нна Леопо́льдовна; 18 decembrie 1718 – 19 martie 1746), cunoscută de asemenea drept Anna Karlovna (А́нна Ка́рловна), regentă a Rusiei pentru câteva luni (1740–1741) în timpul minoratului fiului ei Ivan. Ea a fost fiica Ecaterinei Ivanovna a Rusiei, care era sora împărătesei Ana a Rusiei, și a  Ducelui Karl Leopold de Mecklenburg-Schwerin, și la botez a primit numele de Elisabeta Katharina Christine de Mecklenburg-Schwerin.

## Biografie
În 1722, Anna a ajuns în Rusia cu mama ei, care s-a separat de soțul ei. Mama ei a fost considerată o candidată la tron în 1730, însă în locul ei a fost aleasă sora Ecaterinei, mătușa Annei. În 1733, Anna s-a convertit la ortodoxism și a primit numele de Anna Leopoldovna, lucru care a transformat-o în moștenitoare a tronului. În 1739 ea s-a căsătorit cu Anton Ulrich (1714–1776), al doilea fiu al lui Ferdinand Albert al II-lea, Duce de Brunswick-Lüneburg, care venise în Rusia din 1733 pentru ca ei să se poată cunoaște.
La 5 octombrie 1740 împărăteasa Ana a adoptat noul ei născut Ivaan și la proclamat ca moștenitor al ei la tronul Rusiei. La câteva zile după această declarație, împărăteasa a murit (28 octombrie 1740), lăsând indicații în legătură cu succesiunea și numindu-l pe favoritul ei Ernest Biron, Duce de Courland, ca regent.

### Regența

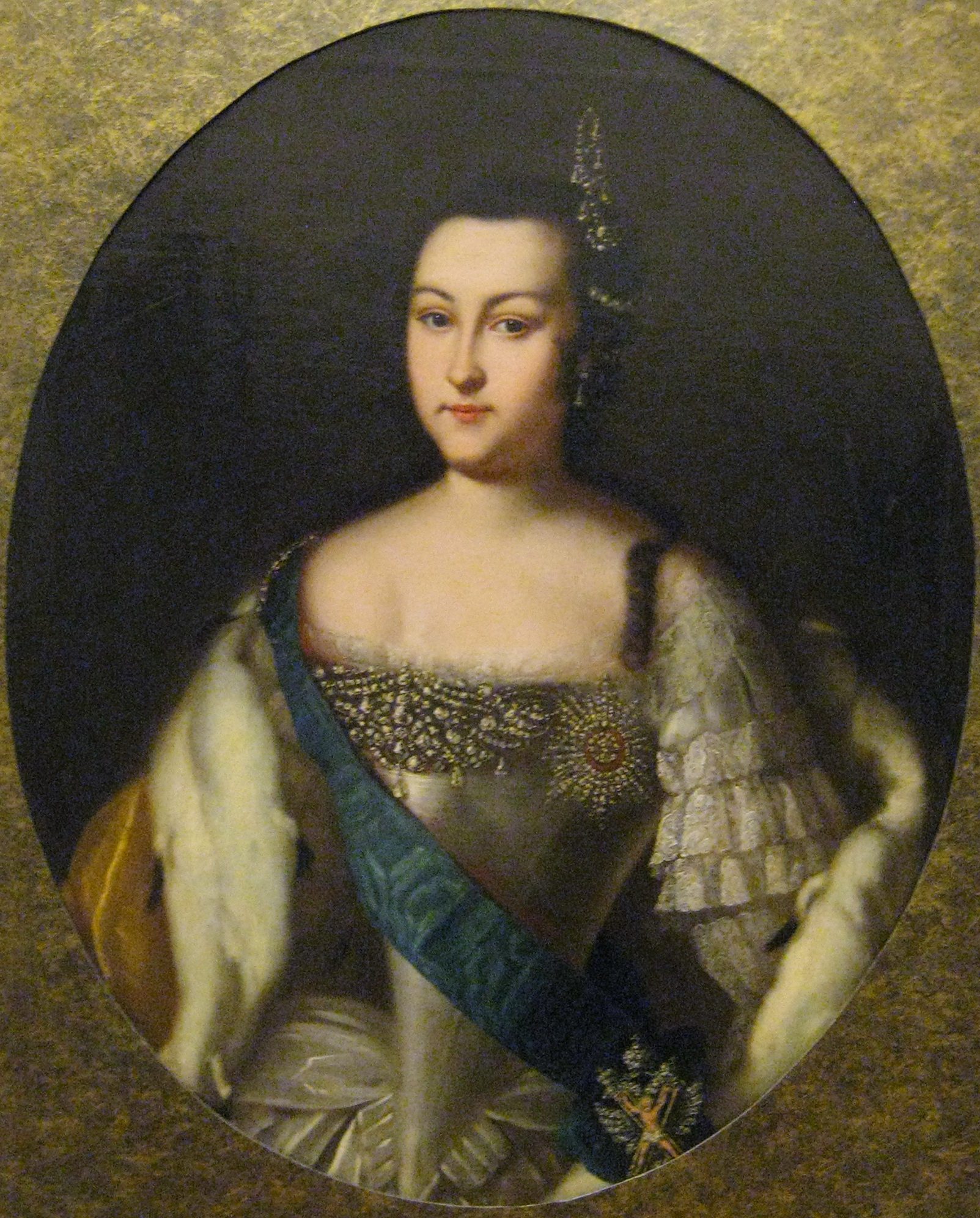
Anna Leopoldovna

Biron era detestat de poporul rus și după ce el a amenințat-o cu exilul în Germania pe Anna și pe soțul ei, Anna Leopoldovna n-a avut multe dificultăți în îndepărtarea lui de la putere (8 noiembrie 1740). Apoi ea și-a asumat regența și a luat titlul de Mare Ducesă, însă știa prea puține despre caracterul oamenilor cu care avea de a face, și știa chiar mai puțin despre convențiile și politica guvernului rus. În scurt timp s-a certat cu principalii ei susținători. 
Potrivit Dicționarului de istorie rusă, ea a ordonat efectuarea unei anchete în industria confecțiilor după ce uniformele primite de militarii s-au dovedit a fi de calitate inferioară. Când ancheta a arătat condiții inumane de lucru, ea a emis decrete pentru stabilirea unui salariu minim și a numărului maxim de ore de lucru în industria confecțiilor, precum și crearea de facilități medicale la fiecare fabrică de confecții. 
De asemenea, ea a prezidat o victorie strălucită a forțele ruse în bătălia de la Villmanstrand în Finlanda după ce Suedia a declarat război Rusiei. Ea a avut o favorită influentă, Julia von Mengden.
în decembrie 1741, fiica lui Petru cel Mare, care era favorita soldaților, i-a incitat pe gardieni să se revolte, a învins opoziția nesemnificativă și a urcat pe tron ca împărăteasa Elisabeta. Această lovitură de stat a fost sprijinită de ambasadorii Franței și Suediei, care doreau să schimbe politicile pro-britanice și pro-austriece ale guvernului Annei Leopoldovna.

### După detronare
Noul regim a întemnițat în primul rând familia în cetatea de la Dünamünde în apropiere de Riga și apoi i-a exilat la Kholmogory. În cele din urmă Anna a murit la 18 martie 1746 în timpul nașterii. 
Fiul ei Ivan al VI-lea a fost asasinat la Shlisselburg la 16 iulie 1764, în timp ce soțul ei Anton Ulrich a murit la Kholmogory la 19 martie 1776. Ceilalți patru copii (Ekaterina, Elizaveta, Petru și Alexei) au fost eliberați din închisoare de împărăteasa Ecaterina cea Mare și dați în custodie la 30 iunie 1780 mătușii lor, reginei daneze văduve Juliana Maria de Brunswick-Wolfenbüttel. Ei au locuit în Iutlanda unde au trăit în condiții confortabile în arest la domiciliu pentru tot restul vieții lor sub tutela Julianei.

### Familie
Anna Leopoldovna și Anton Ulrich au avut următorii copii:
- Ivan al VI-lea (1740–1764) (a domnit ca Țar 1740-1741)
- Ecaterina Antonovna de Brunswick (1741–1807)
- Elisabeta Antonovna de Brunswick (1743–1782)
- Petru Antonovici de Brunswick (1745–1798)
- Alexei Antonovici de Brunswick (1746–1787)